# التحديد في الإتقان والتجويد (كتاب)
التحديد في الإتقان والتجويد هو كتاب لأبي عمرو الداني، من كتب علم التجويد.

## أهميته
مما يوضح مدى أهميته ومكانته التي تبوأها مايلي:
- مكانة مؤلفه بين العلماء المصنفين في هذا الفن، فهو المقدم بينهم، وكتبه تحتل الصدارة في كل العلوم التي ألف فيها.
- أنه من أقدم الكتب المؤلفة في علم التجويد إن لم يكن أقدمها على الإطلاق.
- تضمن الكتاب على مادة علمية ممتازة وأصيلة، غطت دراسة الأصوات العربية بشكل علمي من خلال:
  1. دراسة مخارج الأصوات وصفاتها.
  2. دراسة الأحكام الناشئة من تركيب الحروف.
  3. التأكيد على رياضة اللسان بذلك.

- مع أن الكتاب يعد من أقدم الكتب التي وصلت إلينا في هذا العلم إلا أنه اتسم بالسهولة واليسر في دراسة مفرداته، والبعد عن التكلف والتعقيد في معالجة موضوعاته، مع استيعابه كل المسائل والقضايا المتعلقة بعلم التجويد.
- أن هذا الكتاب ترك أثرا بينا واضحا في كل التواليف التي جاءت بعده، فكل من جاء بعد الداني فهو مستفيد ومستق من كتابه هذا، أو مختصر ومرتب له.[1]

## منهج المؤلف في الكتاب
قسم المؤلف المادة العلمية في هذا الكتاب إلى مقدمة وأحد عشر بابا:
- أما المقدمة، فقد ذكر فيها السبب والباعث الذي دفعه إلى تأليف الكتاب.

- ثم عقد الباب الأول وجعله في بيان معنى التجويد والترتيل والتحقيق، وأورد فيه جملة من السنن والآثار التي حثت على استعمال ذلك والأخذ به.
- ثم عقد ثلاثة أبواب متتالية تحدث فيها عن الأخبار والآثار عن الأئمة الواردة في ذلك، ومذاهب أئمة القراءة في استعماله، وما ورد عنهم في حد التحقيق ونهاية التجويد.
- ثم عقد بابا خامسا تحدث فيه عن حقائق الألفاظ وحدود النطق بالحروف، بين فيه معاني المصطلحات التجويدية التي أوردها، كالمتحرك والمسكن والمختلس والمرام والمشم والمهموز وغيرها.
- ثم تحدث في البابين السادس والسابع عن مخارج الحروف وصفاتها.
- ثم عقد الباب الثامن وجعله في أحكام النون الساكنة والتنوين.
- تناول في الباب التاسع -الذي هو أوسع أبواب الكتاب وأطولها- ذكر الحروف العربية التسعة والعشرين، وجعل كل حرف في فصل مستقل، بين فيه مخرج الحرف وصفاته، وما يطرأ على الحرف من أحكام عند تركيب الحرف مع غيره، مع ذكر الأمثلة الوافرة من كلمات القرآن الكريم.
- كيفية الوقف ومعنى الروم والإشمام.
- مواضع الوقف وأقسامه ومصطلحاته.[1]